# (7104) Manyousyu
(7104) Manyousyu – planetoida z pasa głównego asteroid okrążająca Słońce w ciągu 3 lat i 335 dni w średniej odległości 2,48 j.a. Została odkryta 18 lutego 1977 roku przez Hiroki Kōsaiego i Kiichirō Furukawę. Przed nadaniem nazwy planetoida nosiła oznaczenie tymczasowe (7104) 1977 DU.